# NGC 5320
NGC 5320 é uma galáxia espiral barrada (SBc) localizada na direcção da constelação de Canes Venatici. Possui uma declinação de +41° 21' 58" e uma ascensão recta de 13 horas, 50 minutos e 20,2 segundos.
A galáxia NGC 5320 foi descoberta em 9 de Abril de 1787 por William Herschel.